# پلچرخی
پل‌چرخی ساحه (میدان) بزرگی است که در شرق کابل قرار دارد. نام پلچرخی از پلی مدور فلزی گرفته شده‌است که در زمان نادرخان دربالای دریای کابل درهمین ناحیه اعمار گردیده بود. درین ناحیه زندان مرکزی مرگبار وجود دارد که در سال ۱۳۵۰ توسط داود خان اعمار گردید. در سال ۱۳۵۷ نام این زندان خیلی مشهور گردید. درین ساحه قطعات ارتش افغانستان و حوزه رهایشی ارزان قیمت نیز موقعیت دارد.